# Vórtice de Taylor-Green

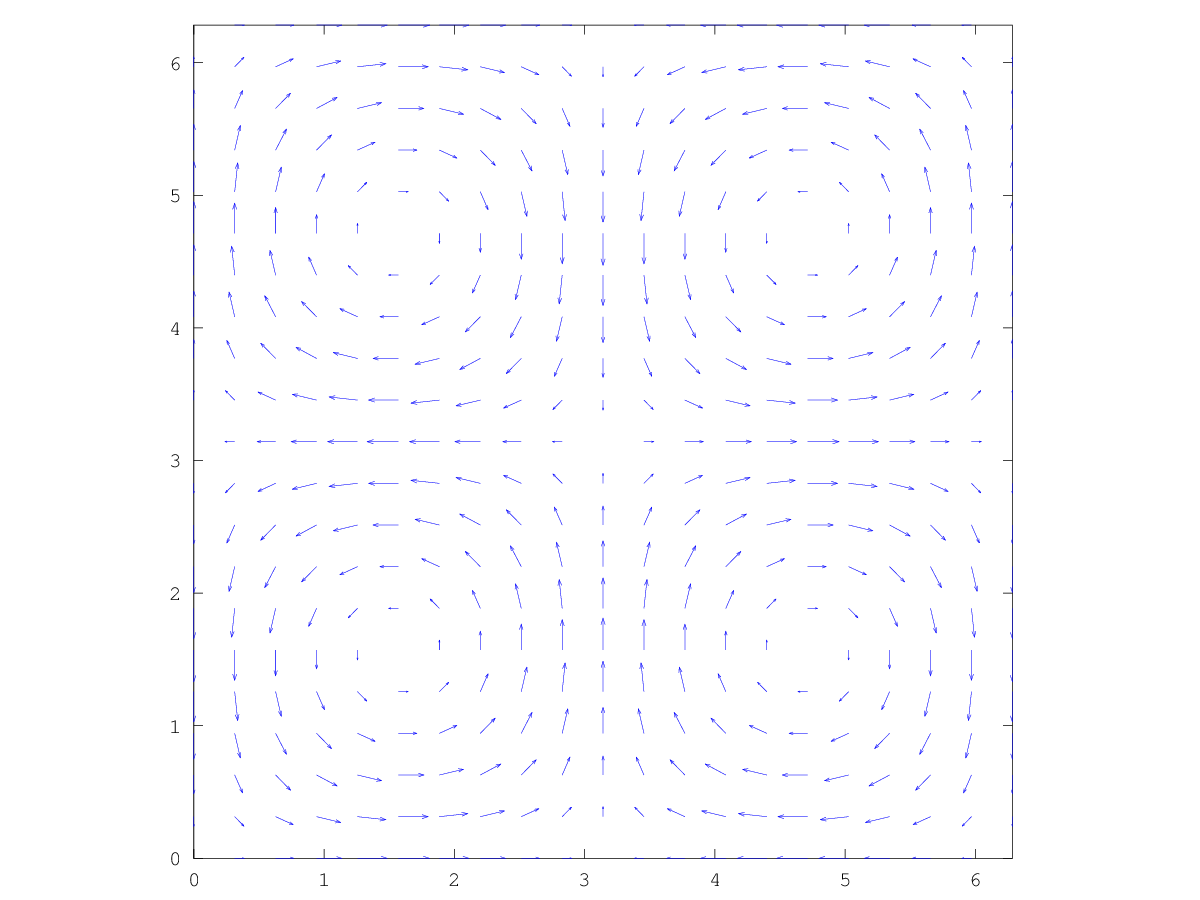
Gráfica de los vectores velocidad en un vórtice de Taylor-Green

En dinámica de fluidos, el vórtice de Taylor-Green es un flujo inestable de un vórtice en descomposición, que tiene una solución de forma cerrada exacta de las ecuaciones de Navier-Stokes para flujos incompresibles en coordenadas cartesianas. Lleva el nombre del físico y matemático británico Geoffrey Ingram Taylor y su colaborador A. E. Green.

## Trabajo original
En el trabajo original de Taylor y Green, se analiza un flujo particular en tres dimensiones espaciales, con los tres componentes de velocidad {\displaystyle \mathbf {v} =(u,v,w)} en el momento {\displaystyle t=0} especificado por
{\displaystyle u=A\cos ax\sin by\sin cz,}
{\displaystyle v=B\sin ax\cos by\sin cz,}
{\displaystyle w=C\sin ax\sin by\cos cz.}
La ecuación de continuidad {\displaystyle \nabla \cdot \mathbf {v} =0} determina que {\displaystyle Aa+Bb+Cc=0}. El pequeño comportamiento en el tiempo del flujo se encuentra a través de la simplificación de las ecuaciones incompresibles de Navier-Stokes utilizando el flujo inicial para dar una solución paso a paso a medida que avanza el tiempo.
Más adelantese se muestra una solución exacta en dos dimensiones.

## Ecuaciones incompresibles de Navier-Stokes
Las ecuaciones incompresibles de Navier-Stokes en ausencia de fuerzas de cuerpo, y en dos dimensiones espaciales, están dadas por
{\displaystyle {\frac {\partial u}{\partial x}}+{\frac {\partial v}{\partial y}}=0,}
{\displaystyle {\frac {\partial u}{\partial t}}+u{\frac {\partial u}{\partial x}}+v{\frac {\partial u}{\partial y}}=-{\frac {1}{\rho }}{\frac {\partial p}{\partial x}}+\nu \left({\frac {\partial ^{2}u}{\partial x^{2}}}+{\frac {\partial ^{2}u}{\partial y^{2}}}\right),}
{\displaystyle {\frac {\partial v}{\partial t}}+u{\frac {\partial v}{\partial x}}+v{\frac {\partial v}{\partial y}}=-{\frac {1}{\rho }}{\frac {\partial p}{\partial y}}+\nu \left({\frac {\partial ^{2}v}{\partial x^{2}}}+{\frac {\partial ^{2}v}{\partial y^{2}}}\right).}
La primera de la ecuaciones anteriores representa la ecuación de continuidad y las otras dos representan las ecuaciones de momento.

## Solución del vórtice de Taylor–Green
En el dominio {\displaystyle 0\leq x,y\leq 2\pi }, la solución está dada por
{\displaystyle u=\cos x\sin y\,F(t),\qquad \qquad v=-\sin x\cos y\,F(t),}
donde {\displaystyle F(t)=e^{-2\nu t}}, {\displaystyle \nu } es la viscosidad cinemática del fluido. Siguiendo el análisis de Taylor y Green para la situación bidimensional, y para {\displaystyle A=a=b=1}, concuerda con la solución exacta, si el exponencial se expande como una serie de Taylor, es decir,  {\displaystyle F(t)=1-2\nu t+O(t^{2})}.
El campo de presión {\displaystyle p} se puede obtener sustituyendo la solución de la velocidad en las ecuaciones de momento y viene dado por
{\displaystyle p=-{\frac {\rho }{4}}\left(\cos 2x+\cos 2y\right)F^{2}(t).}
La función de corriente de la solución del vórtice de Taylor-Green, es decir, que satisface {\displaystyle \mathbf {v} =\nabla \times {\boldsymbol {\psi }}} para la velocidad de flujo {\displaystyle \mathbf {v} }, es
{\displaystyle {\boldsymbol {\psi }}=-\cos x\cos yF(t)\,{\hat {\mathbf {z} }}.}
Del mismo modo, la vorticidad, que satisface {\displaystyle {\boldsymbol {\mathbf {\omega } }}=\nabla \times \mathbf {v} }, está dado por
{\displaystyle {\boldsymbol {\mathbf {\omega } }}=-2\cos x\cos y\,F(t){\hat {\mathbf {z} }}.}
La solución vortex Taylor-Green se puede usar para probar y validar la precisión temporal de los algoritmos de Navier-Stokes.